# Cantonul Neuchâtel
Neuchâtel este un canton al Elveției, aflat în vestul țării, cu capitala în orașul cu același nume.

## Geografie
Cantonul Neuchâtel se află în vestul Elveției. La vest se mărginește cu cantonul Berna, la nord-vest cu Franța, la sud-est cu Lacul Neuchâtel, iar la sud-vest cu cantonul Vaud. Se află în zona centrală a Munților Jura. Lacul Neuchâtel drenează sudul cantonului, iar râul Doubs zona nordică.
Este împărțit de obicei în trei regiuni. Vignoble se află de-a lungul lacului. Numele său provine de la numeroasele plantații de viță-de-vie de aici. Regiunea numită Les Vallées se află mai la nord. Aici se află cele mai mari văi ale cantonului Neuchâtel: Valea Ruz și Val de Travers, ambele la crca 700 m. Cea mai înaltă regiune este reprezentată de Munții Neuchâtelois între 900 și 1065 m. Această regiune este de fapt o vale lungă unde se află La Chaux-de-Fonds, Le Locle și La Brévine.

## Istorie
Numele cantonului provine de la denumirea romană Novum Castellum (castelul nou). Rudolf al III-lea al Burgundiei a menționat Neuchâtel în testamentul său din 1032. Dinastia contelui Ulrich von Fenis a preluat orașul și teritoriile sale în 1034. Dinastia a prosperat și până în 1373 toate teritoriile care astăzi fac parte din canton aparțineau contelui. În 1405 orașele Berna și Neuchâtel au intrat într-o uniune. Teritoriile Neuchâtelului au trecut în mâinile seniorilor de Freiburg un secol mai târziu, și apoi, în 1504 casei franceze de Orléans-Longueville.
Predicatorul francez Guillaume Farel a adus învățăturile reformei protestante aici în 1530. La dispariția casei de Orléans-Longueville în 1707, Neuchâtel (cunoscut de asemenea după numele german Neuenburg) au trecut în mâinile regelui Frederic I al Prusiei. Regatul Prusiei a deținut zona până în 1848, cu excepția unei scurte perioade între 1806 și 1814 când aici a fost constituit un principat suveran al șefului de stat major al lui Napoleon Louis Alexandre Berthier.
În 1815 cantonul Neuchâtel a intrat în Confederația elvețiană ca membru cu drepturi depline. Pentru prima oară elvețienii au primit un canton care nu avea o administrație republicană. Această situație a luat sfârșit în 1848 când o revoluție pașnică a avut loc și a stabilit republica. Regele Frederic Wilhelm al IV-lea al Prusiei nu a cedat pe loc și a avut mai multe încercări ale unei cotra-revoluții. În 1857 Frederic Wilhelm a renunțat la pretențiile asupra acestei zone.

## Economie
Cantonul este binecunoscut pentru vinurile sale de pe malurile Lacului Neuchâtel. În văi se practică creșterea vitelor și fabricarea lactatelor, precum și creșterea cailor. O altă industrie importantă este fabricarea ceasurilor, precum și mecanica fină și producția de microcipuri.

## Demografie
Populația este aproape în întregime vorbitoare de franceză. Aproximativ două treimi sunt protestanți și o treime romano-catolici.